# Valdivia
Koordinati:  39°48′S, 73°14′W
Valdivia  je glavno mesto regije Los Ríos v Čilu. Mesto obsega 1.016 km2, leta 2002 je imelo 140.559 prebivalcev.
Mesto je leta 1960 prizadel Veliki čilski potres, ki je bil z magnitudo 9,5 doslej najmočnejši potres v zgodovini merjenja.
Glavne gospodarske panoge mesta so turizem, gozdarstvo, metalurgija in proizvodnja piva.

## Glejte tudi
- Seznam mest v Čilu